# Heinrich Knoblochtzer
Heinrich Knoblochtzer (* um 1445 in Ettenheim (Ortenau); † nach 1500) war Publizist, Holzschnittmeister und Drucker in Straßburg und Heidelberg. Sein Name ändert sich vielfach von Knoblochzer und Knobloczer (1477) über Knoblotzer (1483) zu Knoblitzer (1484) und Knoblochter (1490) und schließlich Knoblözer (1494).

## Leben
Heinrich Knoblochtzer wurde um 1445 in Ettenheim in der Ortenau geboren. Er kam 1476 oder 1477 nach Straßburg und trat als Drucker neben Georg Husner, Martin Flach und Johann Grüninger auf. 1484 verlegte er (möglicherweise aus Konkurrenzgründen) seine Druckerwerkstatt nach Heidelberg.

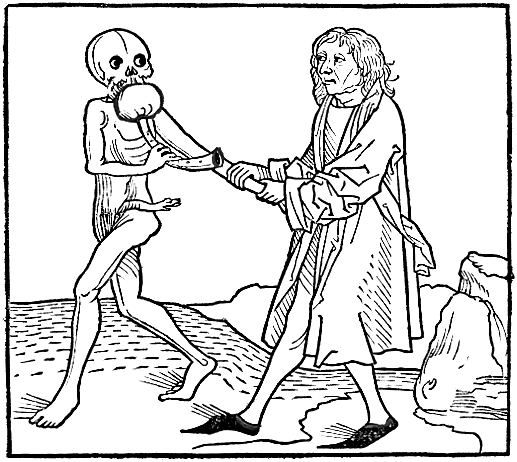
Heidelberger Totentanz (1488)

Knoblochtzer schrieb sich 1486 in der philosophischen Fakultät der Universität ein. Die Drucktätigkeit in Heidelberg lässt sich 1489 bis 1494 nachweisen, wobei es sich unter anderem um volkstümliche Literatur handelte.
In Heidelberg erschien in jener Zeit eine Vielzahl von Druckwerken des sogenannten „Drucker des Lindelbach“. Nach Meinung der Forschung verbirgt sich Heinrich Knoblochtzer hinter dieser Bezeichnung, wobei Ernst Voulliéme (1862–1930) sowie Ferdinand Geldner ihn voll damit identifizieren, während BMC (Catalogue of books printed in the XVth century now in the British Museum) diese Drucke in zwei Perioden teilt und die frühen Produktionen den Brüdern Johann and Conrad Hist und die späteren Heinrich Knoblochtzer zuordnet.
Der später in Oppenheim berühmte Jakob Köbel betätigte sich nach Abschluss seines Studiums in Heidelberg als literarischer Mitarbeiter und Verleger einiger seiner Drucke bei Heinrich Knoblochtzer. Aus Druckvermerken und Vorreden zu einzelnen Büchern glaubt man auch das gleichzeitige Betreiben einer Druckerei herauszulesen. Mit dem Weggang Köbels nach Oppenheim 1494 endet auch die Drucktätigkeit Knoblochtzers. Bis mindestens 1515 verwendete Köbel in Oppenheim Holzstöcke, die bereits Knoblochtzer 1490 in Heidelberg benutzt hatte.
Heinrich Knoblochtzer hatte im März 1498 noch Bücher mit dem Wormser Drucker Peter Drach getauscht, lebte mindestens bis 1501 und starb vermutlich in Heidelberg.
Knoblochtzer erwarb sich in der Typographengeschichte einen Namen, da er neben Günther Zainer in Augsburg und Johann Zainer in Ulm (vermutlich Brüder) zu den ersten gehört, die Bücher in deutscher Sprache und zwar mit Typen herstellte, die man heute Schwabacher Schrift nennt.
Johannes von Lambsheim, Augustiner-Chorherr und geistlicher Schriftsteller aus dem Kloster Kirschgarten bei Worms, war mit Heinrich Knoblochtzer befreundet und wirkte als einer seiner Korrektoren.

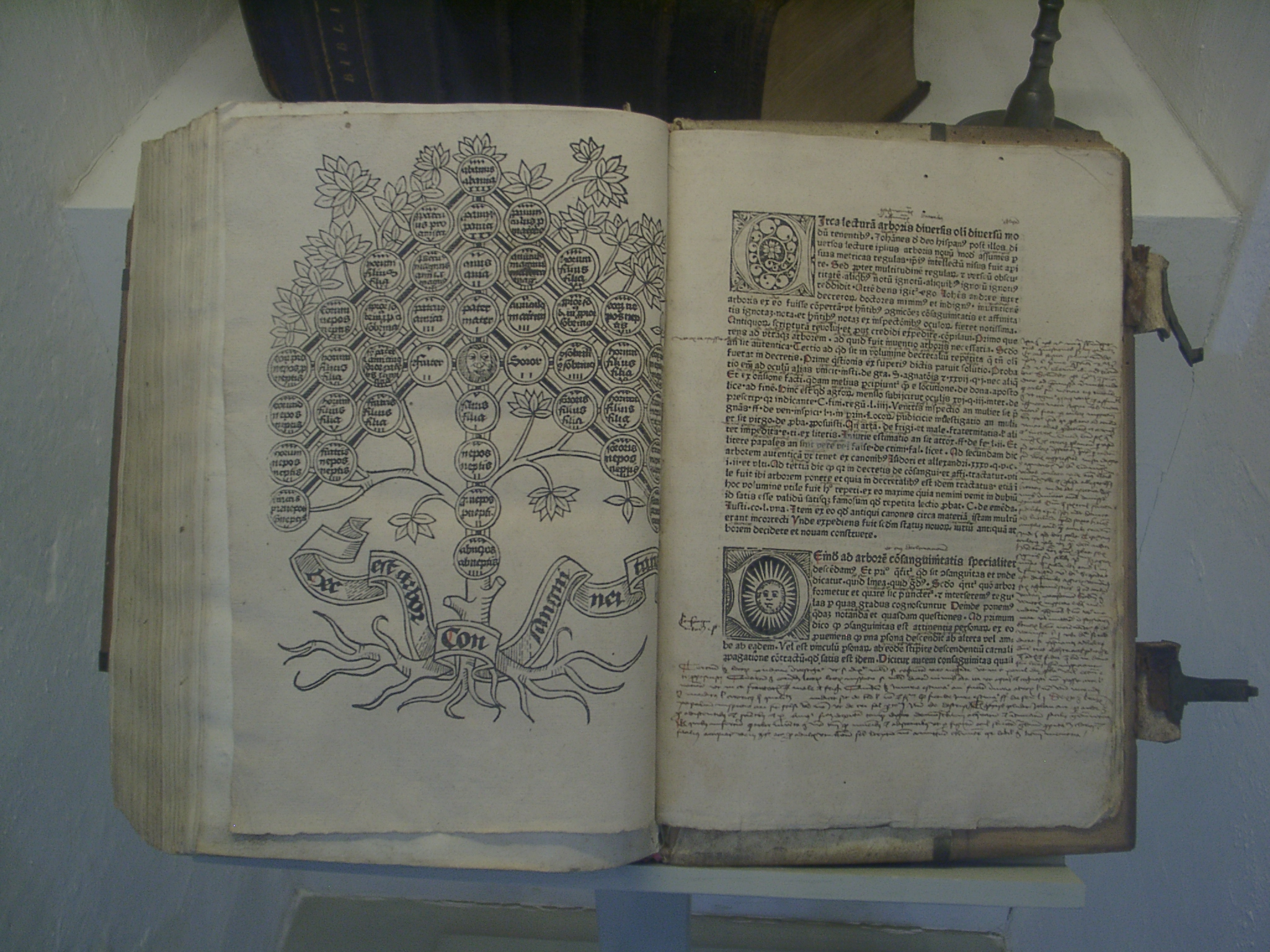

## Werke
Drucke von Heinrich Knoblochtzer
- Thomas Ebendorfer: Sermones dominicales super epistolas Pauli. Straßburg, 13. Dezember 1478 (lateinisch).
- Jordanus de Quedlinburg: Sermones Dan de sanctis. Straßburg 1479 oder früher (lateinisch).
- Jacobus de Theramo: Consolatio peccatorum, seu Processus Belial [German] Das buch Belial genant. Straßburg 1481 (deutsch).
- Johannes Andreae: Super arboribus consanguinitatis, affinitatis et cognationis spiritualis cum exemplis. Straßburg um 1482/1483 (deutsch).
- Heinrich Knoblochtzer: Formulare und tütsch rethorica. Straßburg 1483 (deutsch). Neuauflage 1488.
- Antoninus Florentinus: Confessionale: Defecerunt scrutantes scrutinio. Zusatz: Johannes Chrysostomus: Sermo de poenitentia. Straßburg um 1484 (lateinisch).
- Heinrich Knoblochtzer: Der doten dantz mit figuren clage vnd antwort schon von allen staten der werlt, Straßburg 1485/88 (deutsch).[8]
- im Auftrag Jakob Köbels: Mensa philosophica. 1489 (mit Widmung von Jodocus Gallus an Jakob Köbel)
- Des pfaffen geschicht und histori vom kalenberg […]. Heidelberg 1490.

Drucker des Lindelbach (Heinrich Knoblochtzer)
- Bartholomaeus de Chaimis: Confessionale. Heidelberg 1485 oder früher (lateinisch).
- Hugo de Prato Florido: Sermones de sanctis. Heidelberg, 21. Januar 1485 (lateinisch). Anmerkung: Der wahre Autor ist Evrardus de Valle Scholarum
- Bartholomaeus Anglicus: De Proprietatibus Rerum. Heidelberg, 21. Mai 1488. Zehnte Ausgabe der ersten bedeutenden Enzyklopädie des Mittelalters. Diese Enzyklopädie war für mehr als drei Jahrhunderte populär. (Digitalisat)
- Heinrich Knoblochtzer: Formulare. und Tütsch rhetorica. Heidelberg 1488 (deutsch).
- Baptista Guarinus: De ordine docendi ac studendi. Heidelberg, 18. Dezember 1489 (lateinisch).